# Wolfgang Roth (Politiker, 1941)

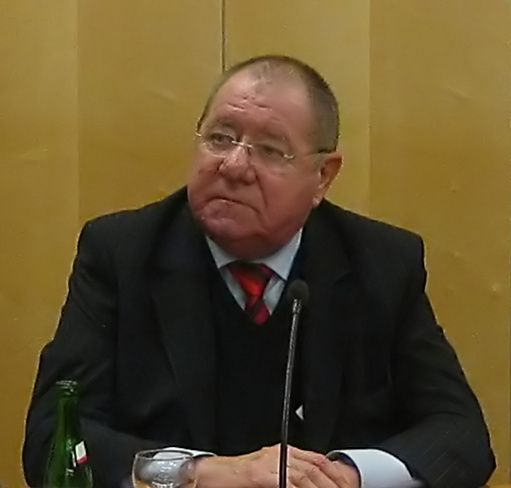
Wolfgang Roth (2012)

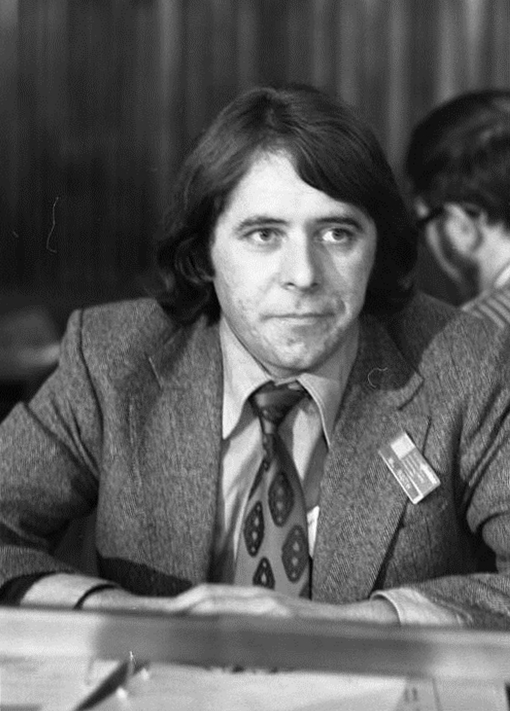
Wolfgang Roth (1973)

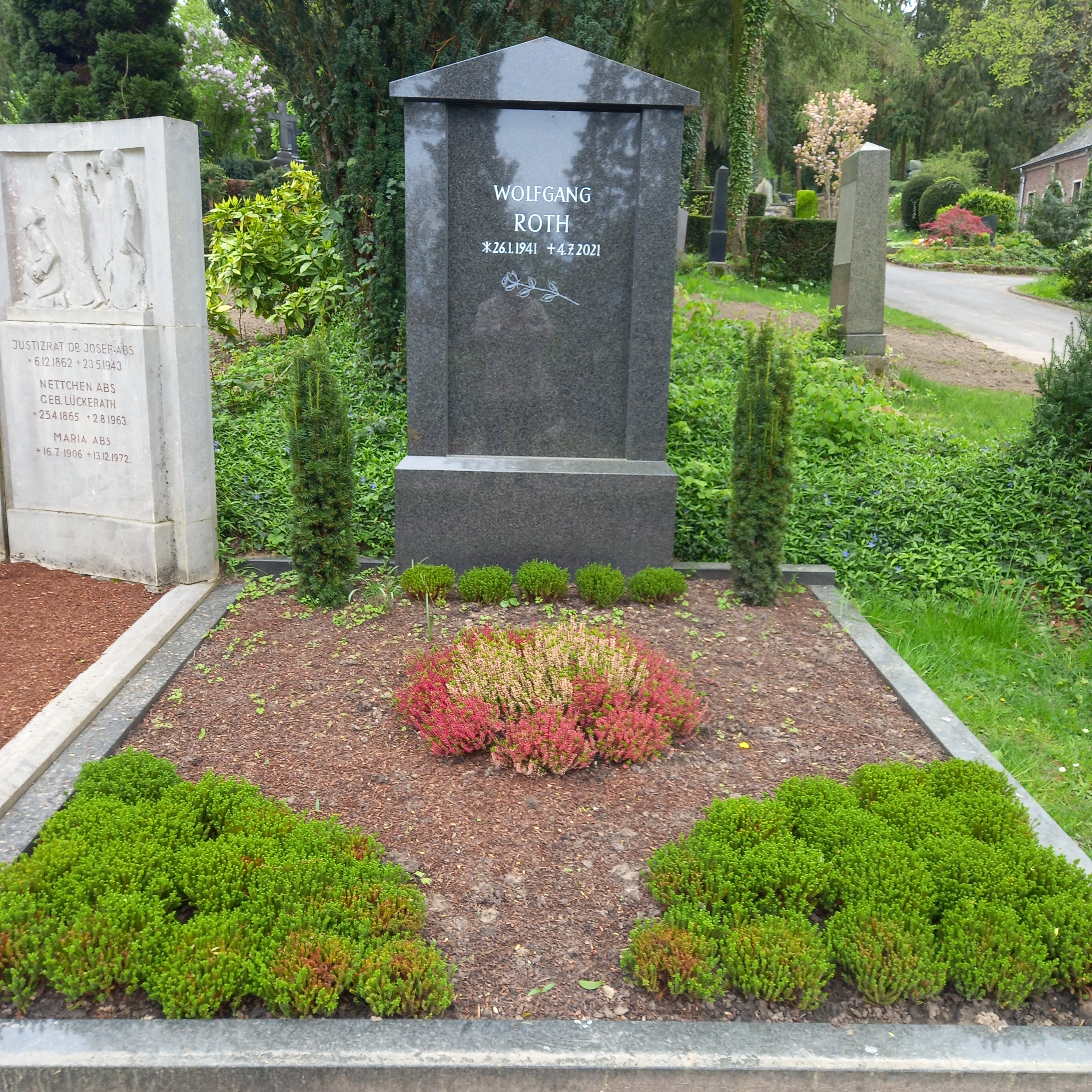
Das Grab von Wolfgang Roth auf dem Poppelsdorfer Friedhof in Bonn

Wolfgang Roth (* 26. Januar 1941 in Schwäbisch Hall; † 4. Juli 2021 in Bonn) war ein deutscher Volkswirt, Manager und Politiker (SPD).

## Leben und Beruf
Nach dem Abitur am Schubart-Gymnasium Aalen studierte Roth Volkswirtschaft in Tübingen und an der Freien Universität Berlin, wo er 1964 das Amt des AStA-Vorsitzenden und das des Berliner Landesvorsitzenden im Verband Deutscher Studentenschaften (VDS) innehatte. Er beendete sein Studium 1968 mit dem Examen als Diplom-Volkswirt. 
Roth war von 1968 bis 1970 als wissenschaftlicher Mitarbeiter beim Kommunalwissenschaftszentrum des Deutschen Städtetags in Berlin tätig und arbeitete anschließend bis 1973 als kaufmännischer Angestellter bei der Neuen Heimat in Hamburg. Später war er Aufsichts- und Verwaltungsratsmitglied bei verschiedenen Banken und Unternehmen. 
Von 1993 bis 2006 war Roth Vizepräsident der Europäischen Investitionsbank (EIB) in Luxemburg. 
Er war Ende der 1960er-Jahre Initiator und später bis zuletzt Ehrenvorsitzender der Deutsch-Tschechischen und Slowakischen Gesellschaft sowie langjähriges Mitglied der Keynes-Gesellschaft.
Am 4. Juli 2021 starb Wolfgang Roth nach kurzer schwerer Krankheit in Bonn im Alter von 80 Jahren. Er war verheiratet und hatte eine Tochter.

## Partei
Roth trat 1962 in die SPD ein und engagierte sich zunächst im Sozialdemokratischen Hochschulbund. Von 1969 bis 1972 war er stellvertretender und schließlich von 1972 bis 1974 Bundesvorsitzender der Jusos. Von 1973 bis 1979 sowie von 1982 bis 1991 war er Mitglied im Parteivorstand der SPD. 1984 war er Initiator des Kocheler Kreises, einem Forum für den Austausch von wirtschaftspolitischen Ideen und Konzepten zwischen Sozialdemokraten.

## Abgeordneter
Roth wurde 1976 erstmals über die Landesliste der SPD Baden-Württemberg in den Deutschen Bundestag gewählt. Er war dort wirtschaftspolitischer Sprecher der SPD und von 1981 bis 1991 stellvertretender Vorsitzender der SPD-Bundestagsfraktion. Nach der Ernennung zum Vizepräsidenten der Europäischen Investitionsbank legte Wolfgang Roth am 2. September 1993 sein Bundestagsmandat nieder.

## Mitgliedschaften
Wolfgang Roth war 1988 Gründungsmitglied von Eurosolar.

## Auszeichnungen
- 2001: Orden des Weißen Doppelkreuzes 2. Klasse
- 2004: Großes Bundesverdienstkreuz
- 2013: Willy-Brandt-Medaille[4]

## Werke
- als Herausgeber: Kommunalpolitik für wen? Arbeitsprogramm der Jungsozialisten (= Fischer-Taschenbücher. Informationen zur Zeit 1272). Fischer-Taschenbuch-Verlag, Frankfurt am Main 1971, ISBN 3-436-01514-8.
- als Herausgeber: Investitionslenkung. Ergebnisse einer Diskussion zwischen jungen Unternehmern und Sozialdemokraten zum Problem von Markt und Lenkung (= Rororo. rororo aktuell 4000). Rowohlt, Reinbek bei Hamburg 1976, ISBN 3-499-14000-4.
- als Herausgeber: Wirtschaft von morgen – Ängste von heute? Dankschrift für Helmut Lenders. Bund-Verlag, Köln 1980, ISBN 3-7663-0473-9.
- Humane Wirtschaftspolitik. Die sozialdemokratische Alternative. Bund-Verlag, Köln 1982, ISBN 3-7663-0534-4.
- Der Weg aus der Krise. Umrisse einer sozialökologischen Marktwirtschaft. Kindler, München 1985, ISBN 3-463-40031-6.